# 녹니석

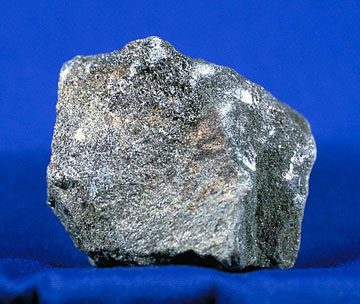
녹니석

녹니석(綠泥石)은 알루미늄과 철, 마그네슘 등을 주성분으로 하며, 물을 함유하고 있는 규산염으로 이루어져 있다. 다양한 색의 초록색을 띠고 있으며, 모스굳기는 2이다.

## 같이 보기
- 광물 목록